# Derby Stakes

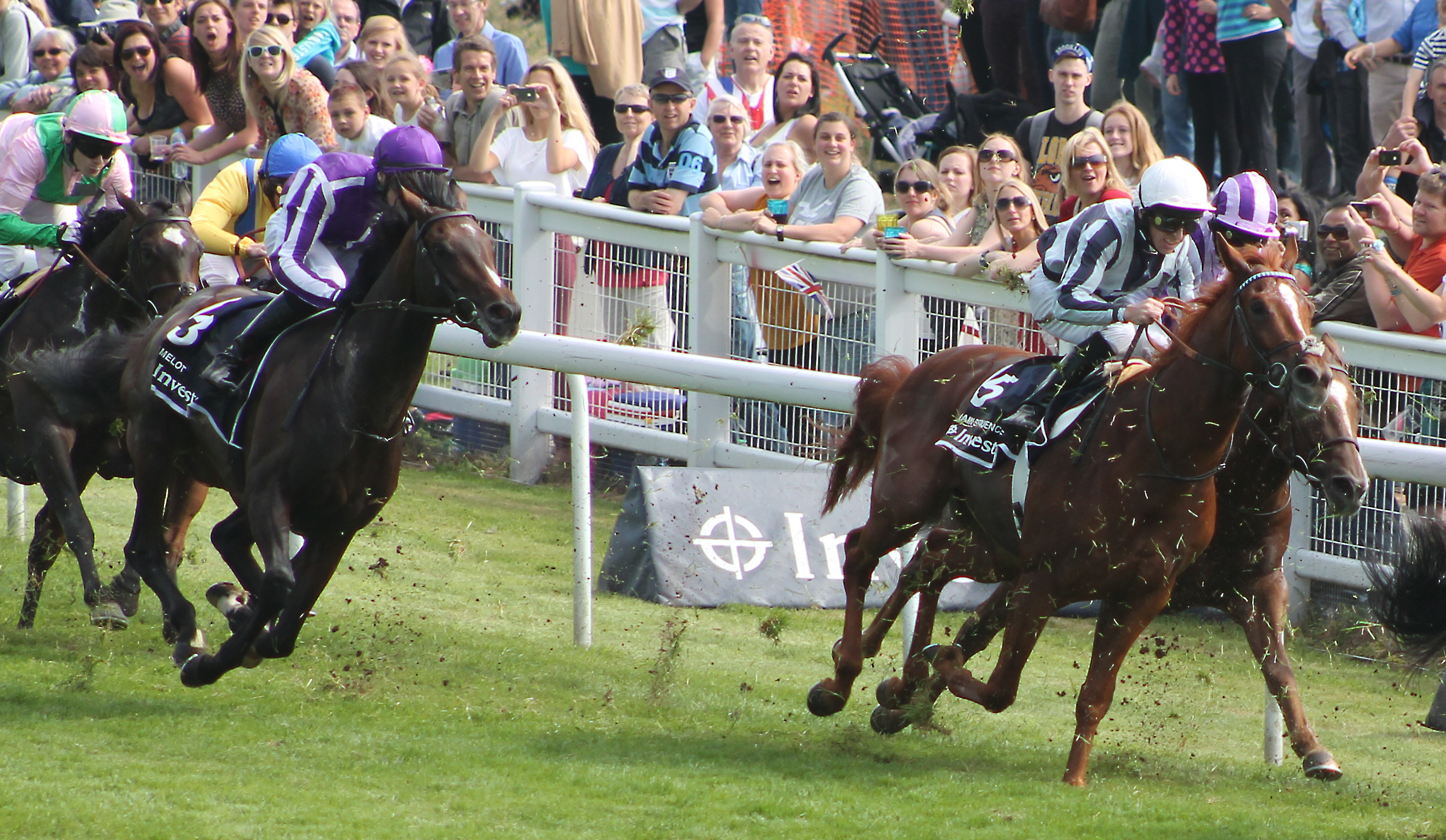
Camelot gewinnt das Derby von 2012 (führt die Verfolgergruppe in Violett)

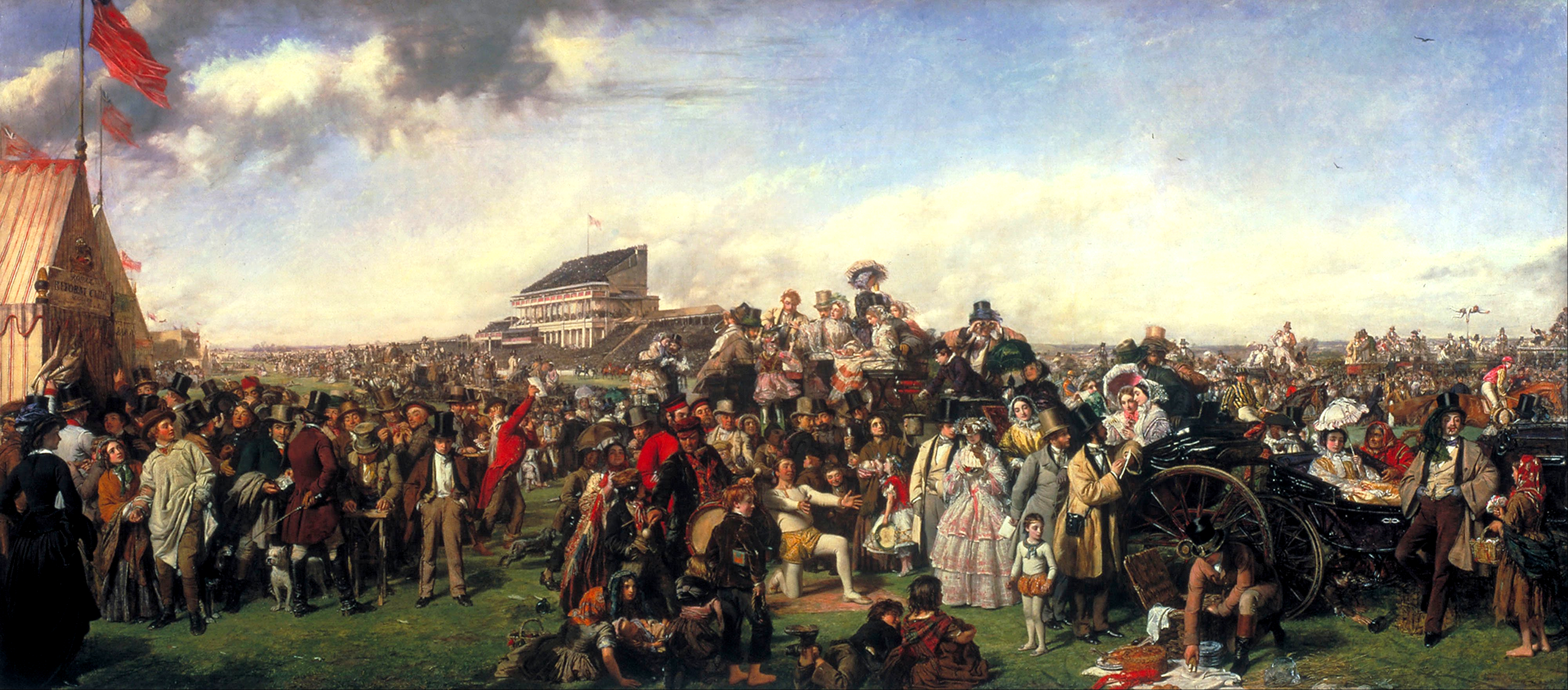
„Derby Day“ von William Powell Frith für die Derby Stakes (1858)

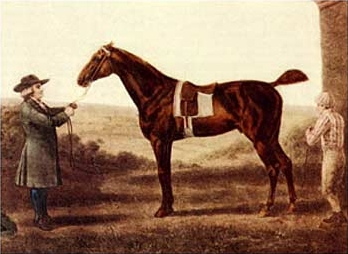
Diomed, der erste Derby-Sieger

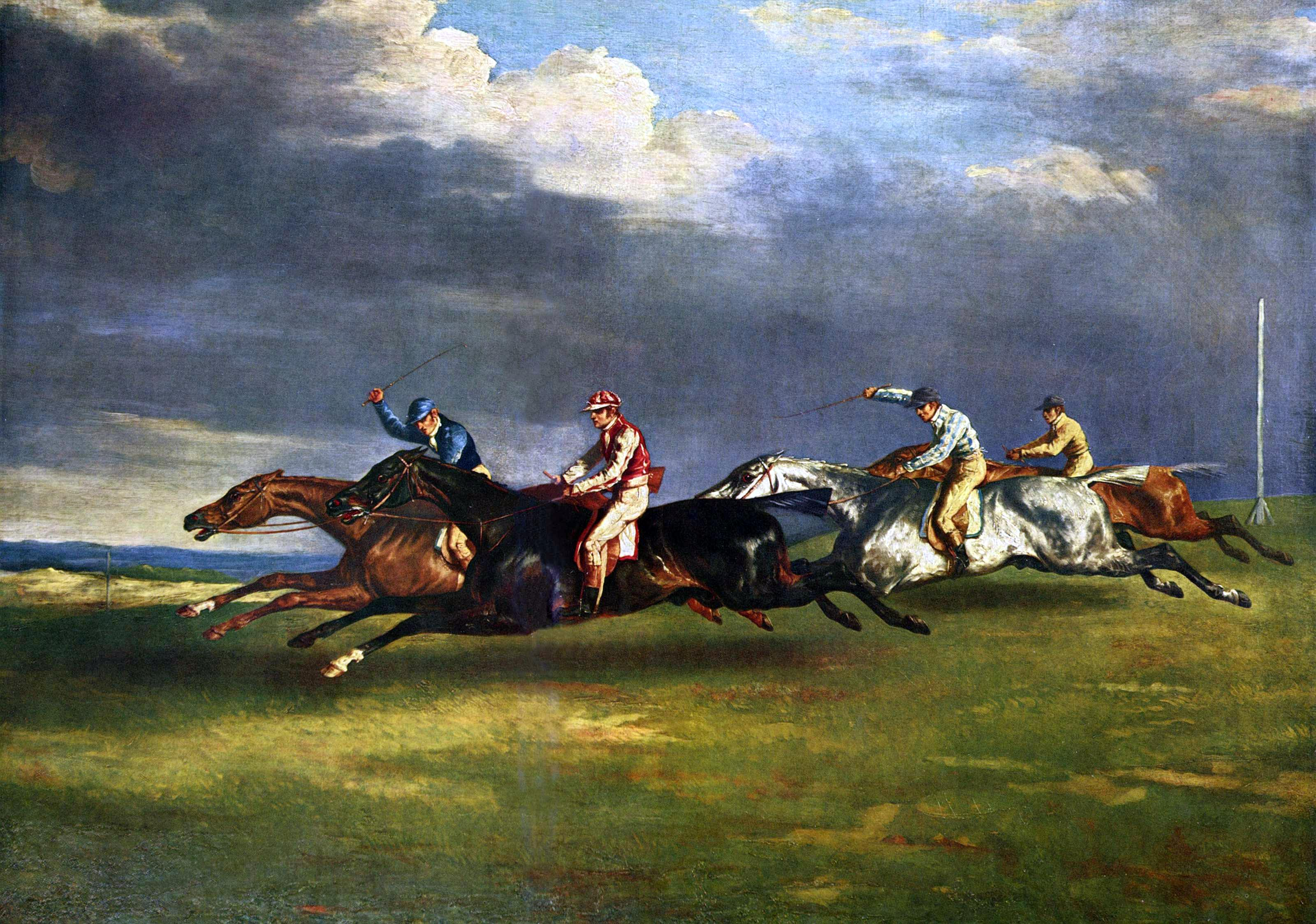
Das Epsom Derby von Théodore Géricault (1821)

Die Derby Stakes sind weltweit als Das Derby oder das Epsom Derby bekannt und sind eines der ältesten und preisträchtigsten englischen Pferderennen. Dazu ist das Derby mit 1,5 Millionen Pfund (ca. 1,75 Millionen €) Preisgeld das Rennen in Großbritannien, das die höchste Dotierung aufweist.
Es ist eines der angesehensten Gruppe-1-Flachrennen der Welt für dreijährige Hengste und Stuten und verläuft über 2423 m auf der Rennbahn „Epsom Downs“.
In vielen Ländern gibt es vergleichbare Rennen, beispielsweise in den USA das Kentucky Derby, in Frankreich den Prix du Jockey Club, in Irland das Irish Derby, das Derby Italiano in Italien und das Deutsche Derby, das traditionell in Hamburg ausgetragen wird. Das Derby ist namensgebend für zahlreiche Veranstaltungen im Pferdesport, siehe dazu den Hauptartikel Derby (Pferdesport) und der Name kommt im Mannschaftssport in Begriffen wie Lokalderby vor. Das Epsom Derby ist eine der größten britischen Sportveranstaltungen und wird weltweit im Fernsehen übertragen.
Das Derby wird jedes Jahr im Juni auf der  Epsom Downs-Rennbahn in Epsom ausgetragen. Das Epsom Derby ist die zweite Etappe für die britische Triple Crown. Es wird nach den 2000 Guineas und vor dem St. Leger ausgetragen. Sieger des Epsom Derby nehmen häufig im Juli King George VI and Queen Elizabeth Stakes teil und wenden sich dann dem Prix de l’Arc de Triomphe im Oktober in Frankreich zu.

## Geschichte
Bereits für das Jahr 1661 ist erstmals ein Pferderennen bei dem englischen Ort Epsom verzeichnet, das auf dem Gelände der Epsom und Walton Downs stattfand.

### Epsom Oaks
1779 organisierte Edward Smith Stanley, 12. Earl of Derby, dort einen Wettbewerb für sich und seine Freunde, bei dem dreijährige Stuten zu einem Rennen über eineinhalb Meilen antraten und nannte es nach seinem Anwesen The Oaks – Die Eichen. Das Rennen Oaks Stakes wird bis heute auf der Rennbahn Epsom Downs ausgetragen. Das Epsom Oaks Stakes ist ein Gruppe-1-Flachrennen, für dreijährige Stuten über 2 423 m, das jedes Jahr Anfang Juni stattfindet.

### Epsom Derby
Im Jahr darauf, 1780, wurde dort ein weiteres Rennen begründet, das die besten Pferde für die Zucht und für Rennen ermitteln sollte. Die Namensgebung Derby erfolgte nach dem Wurf einer Münze zwischen dem Earl of Derby und dem befreundeten Sir Charles Bunbury. Derby gewann zwar den Münzwurf, im Rennen siegte jedoch Sir Charles Bunbury, der mit seinem Pferd Diomed gewann. Das Derby wird bis heute über eine Distanz von einer englischen Meile vier Furlongs und 10 Yards, also 2.423 Meter ausgetragen.
Das Derby fand immer in Epsom statt, bis auf die Zeit der beiden Weltkriege. Von 1915 bis 1918 und von 1940 bis 1945 war die Rennbahn in Newmarket der Austragungsort, diese Rennen werden New Derby genannt.

## Rekorde

### Jockey
- Lester Piggott – 9 Siege – Never Say Die (1954), Crepello (1957), St. Paddy (1960), Sir Ivor (1968), Nijinsky (1970), Roberto (1972), Empery (1976), The Minstrel (1977), Teenoso (1983)

### Trainer
- Robert Robson – 7 Siege – Waxy (1793), Tyrant (1802), Pope (1809), Whalebone (1810), Whisker (1815), Azor (1817), Emilius (1823)
- John Porter – 7 Siege – Blue Gown (1868), Shotover (1882), St. Blaise (1883), Ormonde (1886), Sainfoin (1890), Common (1891), Flying Fox (1899)
- Fred Darling – 7 Siege – Captain Cuttle (1922), Manna (1925), Coronach (1926), Cameronian (1931), Bois Roussel (1938), Pont l’Eveque (1940), Owen Tudor (1941)

### Siegervater
Erfolgreichstes Vatertier ist Montjeu mit vier siegreichen Nachkommen: Motivator (2005), Authorized (2007), Pour Moi (2011), Camelot (2012).

### Beste Zeit
Die Rekordzeit von 2'31"33 wird seit 2010 von Workforce gehalten.

## Sieger und Platzierte

### Seit 2000

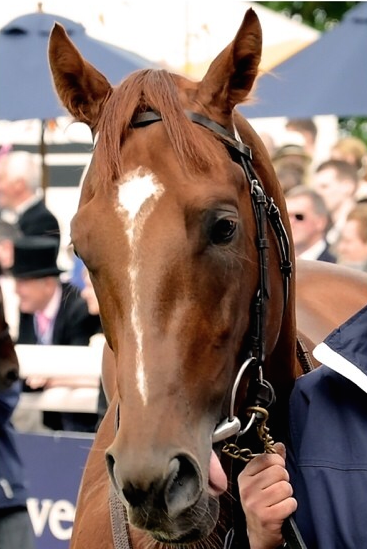
Australia – Sieger des Derbys von 2014

| Jahr | Sieger             | Land                   | Vater          | Jockey             | Trainer            | Besitzer                                  | Zweiter           | Dritter           | Zeit    |
| ---- | ------------------ | ---------------------- | -------------- | ------------------ | ------------------ | ----------------------------------------- | ----------------- | ----------------- | ------- |
| 2024 | City of Troy       | Irland                 | Justify        | Ryan Moore         | Aidan O‘Brien      | S.Magnier, D.Smith & M.Tabor              | Ambiente Friendly | Los Angeles       | 2'38"32 |
| 2023 | Auguste Rodin      | Irland                 | Deep Impact    | Ryan Moore         | Aidan O’Brien      | S.Magnier, D.Smith & M.Tabor & Westerberg | King of Steel     | White Birch       | 2'33"88 |
| 2022 | Desert Crown       | Vereinigtes Königreich | Nathaniel      | Richard Kingscote  | Sir Michael Stoute | Saeed Suhail                              | Hoo Ya Mal        | Westover          | 2'36"38 |
| 2021 | Adayar             | Vereinigtes Königreich | Frankel        | Adam Kirby         | Charlie Appleby    | Godolphin                                 | Mojo Star         | Hurricane Lane    | 2'36"85 |
| 2020 | Serpentine         | Irland                 | Galileo        | Emmet McNamara     | Aidan O’Brien      | S.Magnier, D.Smith & M.Tabor              | Khalifa Sat       | Amhran Na Bhfiann | 2'34"43 |
| 2019 | Anthony Van Dyck   | Irland                 | Galileo        | Seamus Heffernan   | Aidan O’Brien      | S.Magnier, D.Smith & M.Tabor              | Madhmoon          | Japan             | 2'33"38 |
| 2018 | Masar              | Vereinigtes Königreich | New Approach   | William Buick      | Charlie Appleby    | Rennstall Godolphin                       | Dee Ex Bee        | Roaring Lion      | 2'34"93 |
| 2017 | Wings of Eagles    | Irland                 | Pour Moi       | Padraig Beggy      | Aidan O’Brien      | S.Magnier, D.Smith & M.Tabor              | Cliffs of Moher   | Cracksman         | 2'33"02 |
| 2016 | Harzand            | Irland                 | Sea The Stars  | Patrick-J. Smullen | Dermot K. Weld     | Aga Khan IV.                              | US Army Ranger    | Idaho             | 2'40"09 |
| 2015 | Golden Horn        | Vereinigtes Königreich | Cape Cross     | Lanfranco Dettori  | John Gosden        | Anthony E. Oppenheimer                    | Jack Hobbs        | Storm the Stars   | 2'32"32 |
| 2014 | Australia          | Irland                 | Galileo        | Joseph O’Brien     | Aidan O’Brien      | S. Magnier, D. Smith & M. Tabor           | Kingston Hill     | Romsdal           | 2'33"63 |
| 2013 | Ruler of The World | Irland                 | Galileo        | Ryan Moore         | Aidan O’Brien      | S. Magnier, D. Smith & M. Tabor           | Libertarian       | Galileo Rock      | 2'39"06 |
| 2012 | Camelot            | Irland                 | Montjeu        | Joseph O’Brien     | Aidan O’Brien      | S. Magnier, D. Smith & M. Tabor           | Main Sequence     | Astrology         | 2'33"90 |
| 2011 | Pour Moi           | Frankreich             | Montjeu        | Mickaël Barzalona  | André Fabre        | S. Magnier, D. Smith & M. Tabor           | Treasure Beach    | Carlton House     | 2'34"54 |
| 2010 | Workforce          | Vereinigtes Königreich | King’s Best    | Ryan Moore         | Michael Stoute     | Prinz Khalid Abdullah                     | At First Sight    | Rewilding         | 2'31"33 |
| 2009 | Sea The Stars      | Irland                 | Cape Cross     | Michael Kinane     | John Oxx           | Christopher Tsui                          | Fame And Glory    | Masterofthehorse  | 2'36"74 |
| 2008 | New Approach       | Irland                 | Galileo        | Kevin Manning      | Jim Bolger         | Prinzessin Haya von Jordanien             | Tartan Bearer     | Casual Conquest   | 2'36"50 |
| 2007 | Authorized         | Vereinigtes Königreich | Montjeu        | Lanfranco Dettori  | P.Chapple-Hyam     | Saleh Al Homaizi                          | Eagle Mountain    | Aqaleem           | 2'34"77 |
| 2006 | Sir Percy          | Vereinigtes Königreich | Mark of Esteem | Martin Dwyer       | Marcus Tregoning   | Anthony Pakenham                          | Dragon Dancer     | Hala Bek          | 2'35"23 |
| 2005 | Motivator          | Vereinigtes Königreich | Montjeu        | Johnny Murtagh     | Michael Bell       | Royal Ascot Racing Club                   | Walk in the Park  | Dubawi            | 2'35"69 |
| 2004 | North Light        | Vereinigtes Königreich | Danehill       | Kieren Fallon      | Michael Stoute     | Ballymacoll Stud                          | Rule of Law       | Let the Lion Roar | 2'33"72 |
| 2003 | Kris Kin           | Vereinigtes Königreich | Kris S         | Kieren Fallon      | Michael Stoute     | Saeed Suhail                              | The Great Gatsby  | Alamshar          | 2'33"35 |
| 2002 | High Chaparral     | Irland                 | Sadler’s Wells | Johnny Murtagh     | Aidan O’Brien      | Sue Magnier & Michael Tabor               | Hawk Wing         | Moon Ballad       | 2'39"45 |
| 2001 | Galileo            | Irland                 | Sadler’s Wells | Michael Kinane     | Aidan O’Brien      | Sue Magnier & Michael Tabor               | Golan             | Tobougg           | 2'33"27 |
| 2000 | Sinndar            | Irland                 | Grand Lodge    | Johnny Murtagh     | John Oxx           | Aga Khan IV.                              | Sakhee            | Beat Hollow       | 2'36"75 |

### 1950–1999

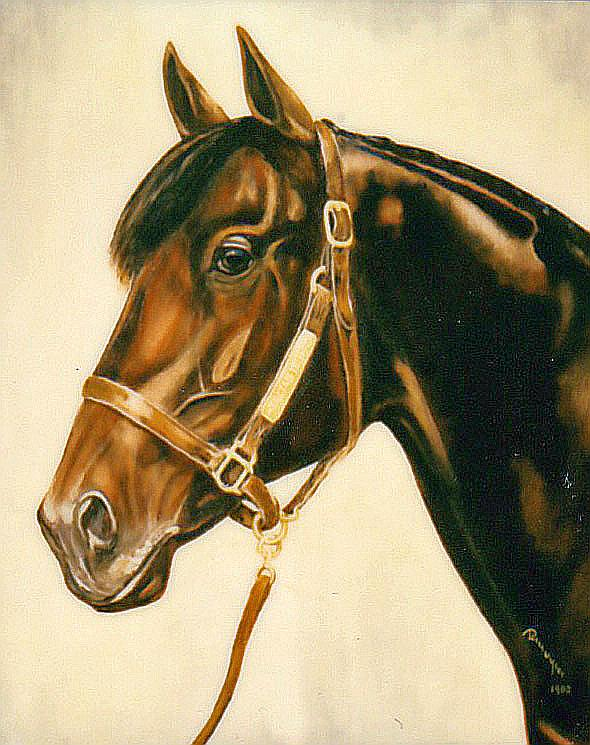
Shirley Heights, im Derby von 1978 erfolgreich, von Bob Demuyser (1920–2003)

| Jahr | Sieger             | Land                   | Vater            | Jockey              | Trainer             | Besitzer                          | Zweiter            | Dritter           | Zeit    |
| ---- | ------------------ | ---------------------- | ---------------- | ------------------- | ------------------- | --------------------------------- | ------------------ | ----------------- | ------- |
| 1950 | Galcador           | Frankreich             | Djebel           | Rae Johnstone       | Charles Semblat     | Marcel Boussac                    | Prince Simon       | Double Eclipse    | 2'36"80 |
| 1951 | Arctic Prince      | Vereinigtes Königreich | Prince Chevalier | Chuck Spares        | Willie Stephenson   | Joseph McGrath                    | Sybil’s Nephew     | Signal Box        | 2'39"40 |
| 1952 | Tulyar             | Vereinigtes Königreich | Tehran           | Charlie Smirke      | Marcus Marsh        | Aga Khan III.                     | Gay Time           | Faubourg II       | 2'36"40 |
| 1953 | Pinza              | Vereinigtes Königreich | Chanteur         | Sir Gordon Richards | Norman Bertie       | Sir Victor Sassoon                | Aureole            | Pink Horse        | 2'35"60 |
| 1954 | Never Say Die      | Vereinigtes Königreich | Nasrullah        | Lester Piggott      | Joseph Lawson       | Robert Sterling Clark             | Arabian Night      | Darius            | 2'35"80 |
| 1955 | Phil Drake         | Frankreich             | Admiral Drake    | Freddie Palmer      | François Mathet     | Mme. Léon Volterra                | Panaslipper        | Acropolis         | 2'39"80 |
| 1956 | Lavandin           | Frankreich             | Verso            | Rae Johnstone       | Alec Head           | Pierre Wertheimer                 | Montaval           | Roistar           | 2'36"40 |
| 1957 | Crepello           | Vereinigtes Königreich | Donatello        | Lester Piggott      | Noel Murless        | Sir Victor Sassoon                | Ballymoss          | Pipe of Peace     | 2'35"40 |
| 1958 | Hard Ridden        | Vereinigtes Königreich | Hard Sauce       | Charlie Smirke      | Mick Rogers         | Sir Victor Sassoon                | Paddy’s Point      | Nagami            | 2'41"20 |
| 1959 | Parthia            | Vereinigtes Königreich | Persian Gulf     | Harry Carr          | Cecil Boyd-Rochfort | Sir Humphrey de Trafford          | Fidalgo            | Shantung          | 2'36"00 |
| 1960 | St. Paddy          | Vereinigtes Königreich | Aureole          | Lester Piggott      | Noel Murless        | Sir Victor Sassoon                | Alcaeus            | Kythnos           | 2'35"80 |
| 1961 | Psidium            | Vereinigtes Königreich | Pardal           | Roger Poincelet     | Harry Wragg         | Etti Plesch                       | Dicta Drake        | Pardao            | 2'36"40 |
| 1962 | Larkspur           | Irland                 | Never Say Die    | Neville Sellwood    | Vincent O’Brien     | Raymond R. Guest                  | Arcor              | Le Cantilien      | 2'37"60 |
| 1963 | Relko              | Frankreich             | Tanerko          | Yves Saint-Martin   | François Mathet     | François Dupré                    | Merchant Venturer  | Ragusa            | 2'39"40 |
| 1964 | Santa Claus        | Vereinigtes Königreich | Chamossaire      | Scobie Breasley     | Mick Rogers         | John Ismay                        | Indiana            | Dilettante II     | 2'41"98 |
| 1965 | Sea-Bird II        | Frankreich             | Dan Cupid        | Pat Glennon         | Étienne Pollet      | Jean Ternynck                     | Meadow Court       | I Say             | 2'38"41 |
| 1966 | Charlottown        | Vereinigtes Königreich | Charlottesville  | Scobie Breasley     | Gordon Smyth        | Lady Zia Wernher                  | Pretendre          | Black Prince II   | 2'37"63 |
| 1967 | Royal Palace       | Vereinigtes Königreich | Ballymoss        | George Moore        | Noel Murless        | Jim Joel                          | Ribocco            | Dart Board        | 2'33"36 |
| 1968 | Sir Ivor           | Irland                 | Sir Gaylord      | Lester Piggott      | Vincent O’Brien     | Raymond R. Guest                  | Connaught          | Mount Athos       | 2'38"73 |
| 1969 | Blakeney           | Vereinigtes Königreich | Hethersett       | Ernie Johnson       | Arthur M. Budgett   | Arthur M. Budgett                 | Shoemaker          | Prince Regent     | 2'40"30 |
| 1970 | Nijinsky           | Irland                 | Northern Dancer  | Lester Piggott      | Vincent O’Brien     | Charles W. Engelhard, Jr.         | Gyr                | Stintino          | 2'34"68 |
| 1971 | Mill Reef          | Vereinigtes Königreich | Never Bend       | Geoff Lewis         | Ian Balding         | Paul Mellon                       | Linden Tree        | Irish Ball        | 2'37"14 |
| 1972 | Roberto            | Irland                 | Hail to Reason   | Lester Piggott      | Vincent O’Brien     | John W. Galbreath                 | Rheingold          | Pentland Firth    | 2'36"09 |
| 1973 | Morston            | Vereinigtes Königreich | Ragusa           | Edward Hide         | Arthur M. Budgett   | Arthur M. Budgett                 | Cavo Doro          | Freefoot          | 2'35"92 |
| 1974 | Snow Knight        | Vereinigtes Königreich | Firestreak       | Brian Taylor        | Peter Nelson        | Sharon Phillips                   | Imperial Prince    | Giacometti        | 2'35"04 |
| 1975 | Grundy             | Vereinigtes Königreich | Great Nephew     | Pat Eddery          | Peter Walwyn        | Dr Carlo Vittadini                | Nobiliary          | Hunza Dancer      | 2'35"35 |
| 1976 | Empery             | Frankreich             | Vaguely Noble    | Lester Piggott      | Maurice Zilber      | Nelson Bunker Hunt                | Relkino            | Oats              | 2'35"69 |
| 1977 | The Minstrel       | Irland                 | Northern Dancer  | Lester Piggott      | Vincent O’Brien     | Robert Sangster                   | Hot Grove          | Blushing Groom    | 2'36"44 |
| 1978 | Shirley Heights    | Vereinigtes Königreich | Mill Reef        | Greville Starkey    | John Dunlop         | Earl of Halifax                   | Hawaiian Sound     | Remainder Man     | 2'35"30 |
| 1979 | Troy               | Vereinigtes Königreich | Petingo          | Willie Carson       | Dick Hern           | Michael Sobell & Arnold Weinstock | Dickens Hill       | Northern Baby     | 2'36"59 |
| 1980 | Henbit             | Vereinigtes Königreich | Hawaii           | Willie Carson       | Dick Hern           | Etti Plesch                       | Master Willie      | Rankin            | 2'34"77 |
| 1981 | Shergar            | Vereinigtes Königreich | Great Nephew     | Walter Swinburn     | Michael Stoute      | Aga Khan IV.                      | Glint of Gold      | Scintillating Air | 2'44"21 |
| 1982 | Golden Fleece      | Irland                 | Nijinsky         | Pat Eddery          | Vincent O’Brien     | Robert Sangster                   | Touching Wood      | Silver Hawk       | 2'34"27 |
| 1983 | Teenoso            | Vereinigtes Königreich | Youth            | Lester Piggott      | Geoff Wragg         | Eric Moller                       | Carlingford Castle | Shearwalk         | 2'49"07 |
| 1984 | Secreto            | Irland                 | Northern Dancer  | Christy Roche       | David O’Brien       | Luigi Miglitti                    | El Gran Senor      | Mighty Flutter    | 2'39"12 |
| 1985 | Slip Anchor        | Vereinigtes Königreich | Shirley Heights  | Steve Cauthen       | Henry Cecil         | Lord Howard de Walden             | Law Society        | Damister          | 2'36"23 |
| 1986 | Shahrastani        | Vereinigtes Königreich | Nijinsky         | Walter Swinburn     | Michael Stoute      | Aga Khan IV.                      | Dancing Brave      | Mashkour          | 2'37"13 |
| 1987 | Reference Point    | Vereinigtes Königreich | Mill Reef        | Steve Cauthen       | Henry Cecil         | Louis Freedman                    | Most Welcome       | Bellotto          | 2'33"90 |
| 1988 | Kahyasi            | Vereinigtes Königreich | Ile de Bourbon   | Ray Cochrane        | Luca Cumani         | Aga Khan IV.                      | Glacial Storm      | Doyoun            | 2'33"84 |
| 1989 | Nashwan            | Vereinigtes Königreich | Blushing Groom   | Willie Carson       | Dick Hern           | Hamdan Al Maktoum                 | Terimon            | Cacoethes         | 2'34"90 |
| 1990 | Quest for Fame     | Vereinigtes Königreich | Rainbow Quest    | Pat Eddery          | Roger Charlton      | Khalid Abdullah                   | Blue Stag          | Elmaarmul         | 2'37"26 |
| 1991 | Generous           | Vereinigtes Königreich | Caerleon         | Alan Munro          | Paul Cole           | Prince Fahd bin Salman            | Marju              | Star of Gdansk    | 2'34"00 |
| 1992 | Dr Devious         | Vereinigtes Königreich | Ahonoora         | John Reid           | Peter Chapple-Hyam  | Sidney H. Craig                   | St. Jovite         | Silver Wisp       | 2'36"19 |
| 1993 | Commander in Chief | Vereinigtes Königreich | Dancing Brave    | Michael Kinane      | Henry Cecil         | Khalid Abdullah                   | Blue Judge         | Blues Traveller   | 2'34"51 |
| 1994 | Erhaab             | Vereinigtes Königreich | Chief’s Crown    | Willie Carson       | John Dunlop         | Hamdan Al Maktoum                 | King’s Theatre     | Colonel Collins   | 2'34"16 |
| 1995 | Lammtarra          | Vereinigtes Königreich | Nijinsky         | Walter Swinburn     | Saeed bin Suroor    | S. bin Maktoum al Maktoum         | Tamure             | Presenting        | 2'32"31 |
| 1996 | Shaamit            | Vereinigtes Königreich | Mtoto            | Michael Hills       | William Haggas      | Khalifa Dasmal                    | Dushyantor         | Shantou           | 2'35"05 |
| 1997 | Benny the Dip      | Vereinigtes Königreich | Silver Hawk      | Willie Ryan         | John Gosden         | Landon Knight                     | Silver Patriarch   | Romanov           | 2'35"77 |
| 1998 | High-Rise          | Vereinigtes Königreich | High Estate      | Olivier Peslier     | Luca Cumani         | Obaid Al Maktoum                  | City Honours       | Border Arrow      | 2'33"88 |
| 1999 | Oath               | Vereinigtes Königreich | Fairy King       | Kieren Fallon       | Henry Cecil         | The Thoroughbred Corp.            | Daliapour          | Beat All          | 2'37"43 |

### 1900–1949

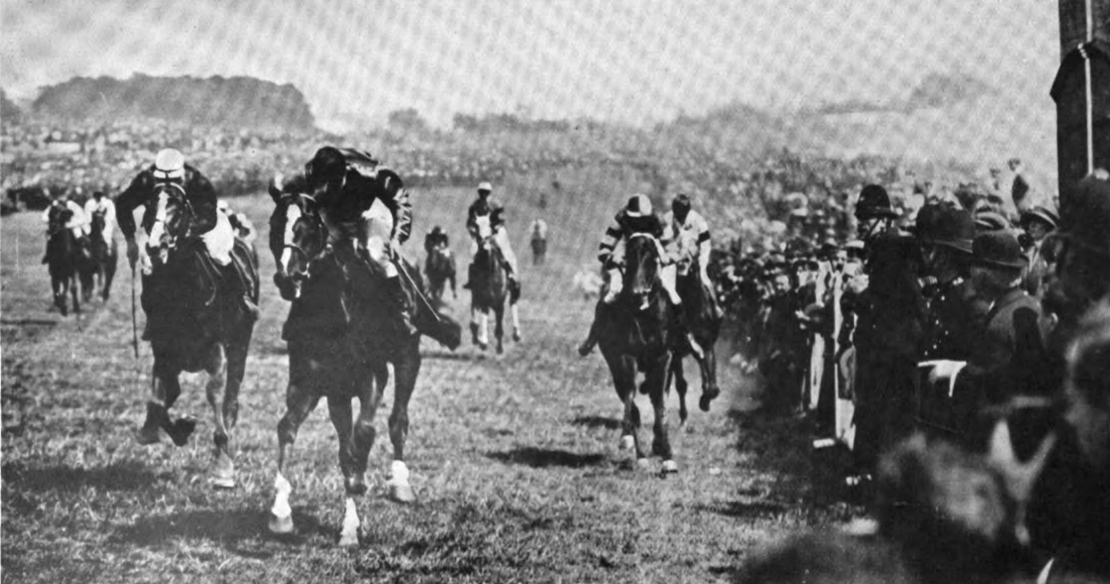
Spion Kop gewinnt das Derby von 1920 (im Vordergrund)

| Jahr | Sieger          | Jockey           | Trainer             | Besitzer                                 | Zeit   |
| ---- | --------------- | ---------------- | ------------------- | ---------------------------------------- | ------ |
| 1900 | Diamond Jubilee | Herbert Jones    | Richard Marsh       | Prince of Wales, der spätere Eduard VII. | 2:42   |
| 1901 | Volodyovski     | Lester Reiff     | John Huggins        | William Collins Whitney                  | 2:40.8 |
| 1902 | Ard Patrick     | Skeets Martin    | Sam Darling         | John Gubbins                             | 2:42.2 |
| 1903 | Rock Sand       | Danny Maher      | George Blackwell    | Sir James Miller                         | 2:42.8 |
| 1904 | St. Amant       | Kempton Cannon   | Alfred Hayhoe       | Leopold de Rothschild                    | 2:45.4 |
| 1905 | Cicero          | Danny Maher      | Percy Peck          | 5. Earl of Rosebery                      | 2:39.6 |
| 1906 | Spearmint       | Danny Maher      | Peter Gilpin        | Major Eustace Loder                      | 2:36.8 |
| 1907 | Orby            | John Reiff       | Dr Fred MacCabe     | Richard Croker                           | 2:44   |
| 1908 | Signorinetta    | Billy Bullock    | Edoardo Ginistrelli | Edoardo Ginistrelli                      | 2:39.8 |
| 1909 | Minoru          | Herbert Jones    | Richard Marsh       | Eduard VII.                              | 2:42.7 |
| 1910 | Lemberg         | Bernard Dillon   | Alec Taylor, Jr.    | Alfred Cox                               | 2:35.2 |
| 1911 | Sunstar         | George Stern     | Charles Morton      | Jack B. Joel                             | 2:36.8 |
| 1912 | Tagalie         | John Reiff       | Dawson Waugh        | Walter Raphael                           | 2:38.8 |
| 1913 | Aboyeur         | Edwin Piper      | Tom Lewis           | Alan Cunliffe                            | 2:37.6 |
| 1914 | Durbar II       | Matt MacGee      | Tom Murphy          | Herman Duryea                            | 2:38.4 |
| 1915 | Pommern         | Steve Donoghue   | Charles Peck        | Solly Joel                               | 2:32.6 |
| 1916 | Fifinella       | Joseph Childs    | Dick Dawson         | Sir Edward Hulton                        | 2:36.6 |
| 1917 | Gay Crusader    | Steve Donoghue   | Alec Taylor, Jr.    | Alfred W. Cox                            | 2:40.6 |
| 1918 | Gainsborough    | Joe Childs       | Alec Taylor, Jr.    | Lady James Douglas                       | 2:33.2 |
| 1919 | Grand Parade    | Fred Templeman   | Frank Barling       | 1. Baron Glanely                         | 2:35.8 |
| 1920 | Spion Kop       | Frank O’Neil     | Peter Gilpin        | Major Giles Loder                        | 2.34.8 |
| 1921 | Humorist        | Steve Donoghue   | Charles Morton      | Jack B. Joel                             | 2:36.2 |
| 1922 | Captain Cuttle  | Steve Donoghue   | Fred Darling        | 1. Baron Woolavington                    | 2:34.6 |
| 1923 | Papyrus         | Steve Donoghue   | Basil Jarvis        | Ben Irish                                | 2:38   |
| 1924 | Sansovino       | Tommy Weston     | George Lambton      | 17. Earl of Derby                        | 2:46   |
| 1925 | Manna           | Steve Donoghue   | Fred Darling        | Henry E. Morriss                         | 2:40.6 |
| 1926 | Coronach        | Joe Childs       | Fred Darling        | 1. Baron Woolavington                    | 2:47.8 |
| 1927 | Call Boy        | Charlie Elliott  | Jack Watts          | Frank Curzon                             | 2:34.4 |
| 1928 | Felstead        | Harry Wragg      | Ossis Bell          | Sir Hugo Cunliffe-Owen                   | 2:34.8 |
| 1929 | Trigio          | Joe Marshall     | Dick Dawson         | William Barnett                          | 2:36.4 |
| 1930 | Blenheim II     | Harry Wragg      | Dick Dawson         | Aga Khan III.                            | 2:38.2 |
| 1931 | Cameronian      | Freddie Fox      | Fred Darling        | Arthur Dewar                             | 2:36.6 |
| 1932 | April the Fifth | Fred Lane        | Tom Walls           | Tom Walls                                | 2:43.2 |
| 1933 | Hyperion        | Tommy Weston     | George Lambton      | 17. Earl of Derby                        | 2:34   |
| 1934 | Windsor Lad     | Charlie Smirke   | Marcus Marsh        | Maharaja of Rajpipla                     | 2:34   |
| 1935 | Bahram          | Freddie Fox      | Frank Butters       | Aga Khan III.                            | 2:36   |
| 1936 | Mahmoud         | Charlie Smirke   | Frank Butters       | Aga Khan III.                            | 2:33.8 |
| 1937 | Mid-day Sun     | Michael Beary    | Fred Butters        | Lettice Mary Miller                      | 2:37.6 |
| 1938 | Bois Roussel    | Charlie Elliott  | Fred Darling        | Peter Beatty                             | 2:39.2 |
| 1939 | Blue Peter      | Eph Smith        | Jack Jarvis         | 6. Earl of Rosebery                      | 2:36.8 |
| 1940 | Pont l’Évêque   | Sam Wragg        | Fred Darling        | Fred Darling                             | 2:30.8 |
| 1941 | Owen Tudor      | Billy Nevett     | Fred Darling        | Catherine Macdonald-Buchanan             | 2:32   |
| 1942 | Watling Street  | Harry Wragg      | Walter Earl         | 17. Earl of Derby                        | 2:29.6 |
| 1943 | Straight Deal   | Tommy Carey      | Walter Nightingall  | Dorothy Paget                            | 2:30.4 |
| 1944 | Ocean Swell     | Billy Nevett     | John Jarvis         | 6. Earl of Rosebery                      | 2:31   |
| 1945 | Dante           | Billy Nevett     | Mathew Peacock      | Sir Eric Ohlson                          | 2:26.6 |
| 1946 | Airborne        | Tommy Lowrey     | Dick Perryman       | John E. Ferguson                         | 2:44.6 |
| 1947 | Pearl Diver     | George Bridgland | Percy Carter        | Baron Geoffroy de Waldner                | 2:38.4 |
| 1948 | My Love         | Rae Johnstone    | Richard Carver      | Aga Khan III. & Leon Volterra            | 2:40   |
| 1949 | Nimbus II       | Charlie Elliott  | George Colling      | Marion Glenister                         | 2:42   |

### 1850–1899

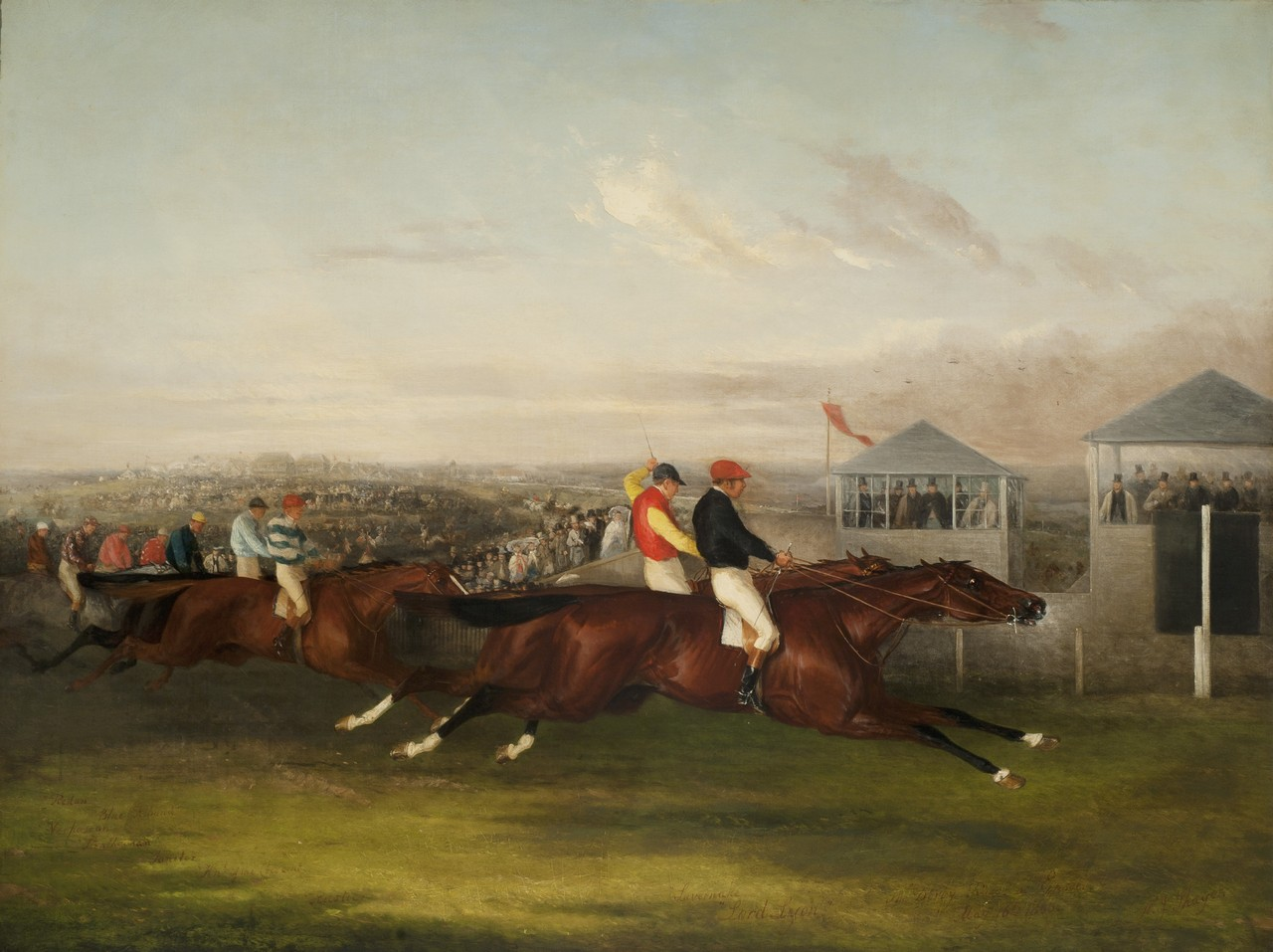
Lord Lyon beim Derby-Sieg in Epsom 1866, William Shayer

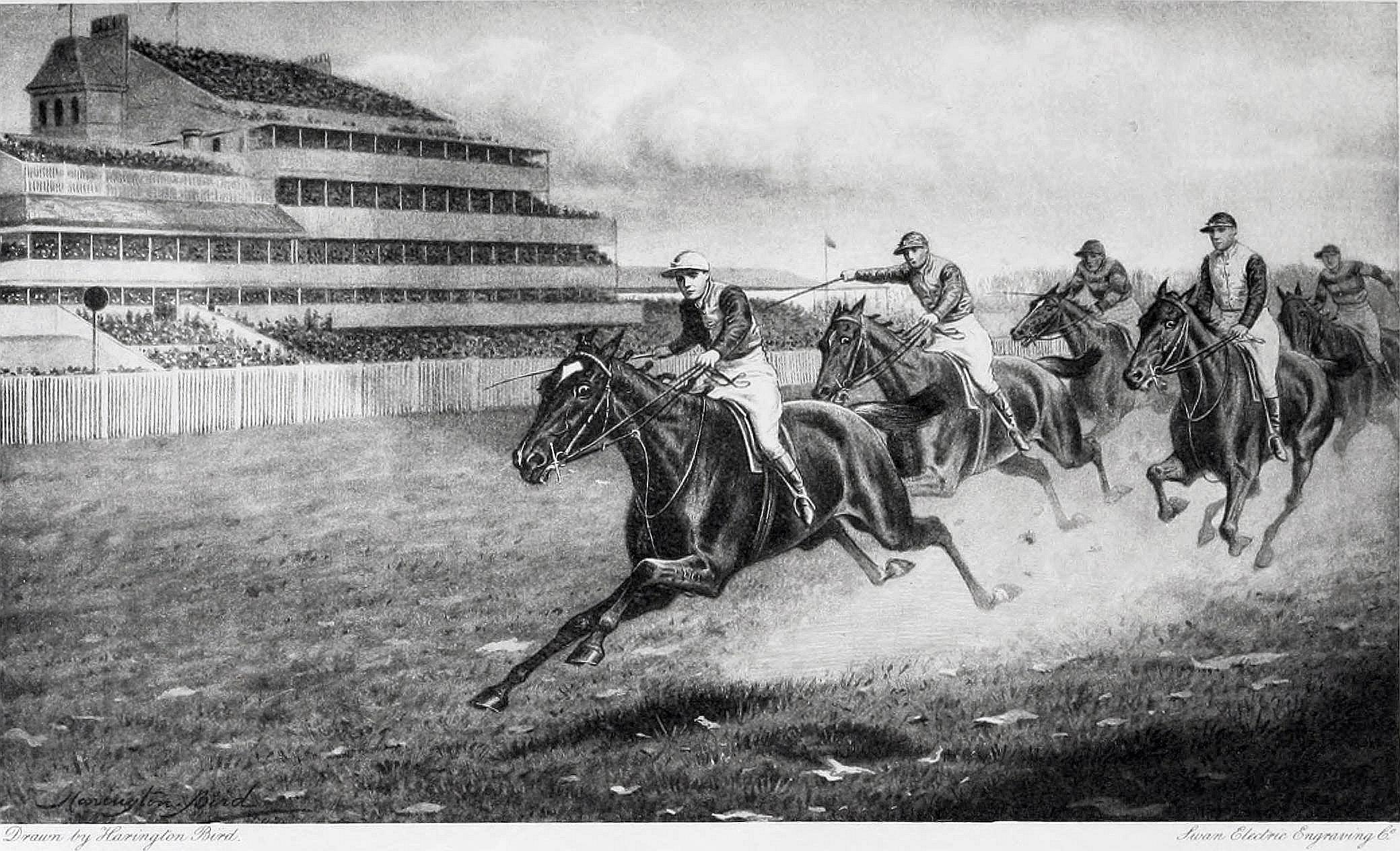
Isinglass gewinnt das Derby von 1893, die erste Etappe seine Triple-Crown Gewinns

| Jahr | Sieger           | Jockey           | Trainer           | Besitzer                                 | Zeit |
| ---- | ---------------- | ---------------- | ----------------- | ---------------------------------------- | ---- |
| 1850 | Voltigeur        | Job Marson       | R. Hill           | 2. Earl of Zetland                       | 2:50 |
| 1851 | Teddington       | Job Marson       | Alec Taylor, Sr.  | Sir Joseph Hawley                        | 2:51 |
| 1852 | Daniel O’Rourke  | Frank Butler     | John Scott        | John Bowes                               | 3:20 |
| 1853 | West Australian  | Frank Butler     | John Scott        | John Bowes                               | 2:55 |
| 1854 | Andover          | Alfred Day       | John Day, Jr.     | John Gully                               | 2:52 |
| 1855 | Wild Dayrell     | Robert Sherwood  | Rickaby           | Francis Popham                           | 2:54 |
| 1856 | Ellington        | Tom Aldcroft     | Tom Dawson        | Admiral Octavius Vernon Harcourt         | 3:40 |
| 1857 | Blink Bonny      | Jack Charlton    | William I’Anson   | William I’Anson                          | 2:45 |
| 1858 | Beadsman         | John Wells       | George Manning    | Sir Joseph Hawley                        | 2:54 |
| 1859 | Musjid           | John Wells       | George Manning    | Sir Joseph Hawley                        | 2:59 |
| 1860 | Thormanby        | Harry Custance   | Mathew Dawson     | James Merry                              | 2:55 |
| 1861 | Kettledrum       | Ralph Bullock    | Oates             | Colonel Charles Towneley                 | 2:45 |
| 1862 | Caractacus       | John Parsons     | Robert Smith      | Charles Snewing                          | 2:45 |
| 1863 | Macaroni         | Tom Chaloner     | Godding           | Richard Naylor                           | 2:50 |
| 1864 | Blair Athol      | Jim Snowden      | William I’Anson   | William I’Anson                          | 2:43 |
| 1865 | Gladiateur       | Harry Grimshaw   | Tom Jennings, Sr. | Comte Frédéric de Lagrange               | 2:46 |
| 1866 | Lord Lyon        | Harry Custance   | James Dover       | Richard Sutton                           | 2:50 |
| 1867 | Hermit           | John Daley       | Bloss             | Henry Chaplin                            | 2:42 |
| 1868 | Blue Gown        | John Wells       | John Porter       | Sir Joseph Hawley                        | 2:43 |
| 1869 | Pretender        | John Osborne     | Tom Dawson        | John Johnstone                           | 2:52 |
| 1870 | Kingcraft        | Tom French       | Mathew Dawson     | 6. Viscount Falmouth                     | 2:45 |
| 1871 | Favonius         | Tom French       | Joseph Hayhoe     | Baron Mayer de Rothschild                | 2:50 |
| 1872 | Cremorne         | Charlie Maidment | William Gilbert   | Henry Savile                             | 2:45 |
| 1873 | Doncaster        | Fred Webb        | Robert Peck       | James Merry                              | 2:50 |
| 1874 | George Frederick | Harry Custance   | Tom Leader        | W. S. Cartwright                         | 2:46 |
| 1875 | Galopin          | Jack Morris      | John Dawson       | Gusztáv Batthyány                        | 2:48 |
| 1876 | Kisber           | Charlie Maidment | Joseph Hayhoe     | Alexander Baltazzi                       | 2:44 |
| 1877 | Silvio           | Fred Archer      | Mathew Dawson     | 6. Viscount Falmouth                     | 2:50 |
| 1878 | Sefton           | Harry Constable  | Alec Taylor, Sr.  | William Stirling Crawfurd                | 2:56 |
| 1879 | Sir Bevys        | George Fordham   | Joseph Hayhoe     | Lionel de Rothschild                     | 3:20 |
| 1880 | Bend Or          | Fred Archer      | Robert Peck       | 1. Duke of Westminster                   | 2:46 |
| 1881 | Iroquois         | Fred Archer      | Jacob Pincus      | Pierre Lorillard IV                      | 2:50 |
| 1882 | Shotover         | Tom Cannon       | John Porter       | 1. Duke of Westminster                   | 2:45 |
| 1883 | St. Blaise       | Tom Cannon       | John Porter       | Sir Frederick Johnstone                  | 2:48 |
| 1884 | = Harvester      | Sam Loates       | James Jewitt      | Sir J. Willoughby                        | 2:46 |
| 1884 | = St. Gatien     | Charlie Wood     | Robert Sherwood   | Jack Hammond                             | 2:46 |
| 1885 | Melton           | Fred Archer      | Mathew Dawson     | 20. Baron Hastings                       | 2:44 |
| 1886 | Ormonde          | Fred Archer      | John Porter       | 1. Duke of Westminster                   | 2:45 |
| 1887 | Merry Hampton    | Jack Watts       | Martin Gurry      | George Baird                             | 2:43 |
| 1888 | Ayrshire         | Fred Barrett     | George Dawson     | 6. Duke of Portland                      | 2:43 |
| 1889 | Donovan          | Tommy Loates     | George Dawson     | 6. Duke of Portland                      | 2:44 |
| 1890 | Sainfoin         | Jack Watts       | John Porter       | Sir James Miller                         | 2:49 |
| 1891 | Common           | George Barrett   | John Porter       | Sir Frederick Johnstone                  | 2:56 |
| 1892 | Sir Hugo         | Fred Allsopp     | Tom Wadlow        | 3. Earl Bradford                         | 2:44 |
| 1893 | Isinglass        | Tommy Loates     | James Jewitt      | Harry L. B. McCalmont                    | 2:43 |
| 1894 | Ladas            | Jack Watts       | Mathew Dawson     | 5. Earl of Rosebery                      | 2:45 |
| 1895 | Sir Visto        | Sam Loates       | Mathew Dawson     | 5. Earl of Rosebery                      | 2:43 |
| 1896 | Persimmon        | Jack Watts       | Richard Marsh     | Prince of Wales, der spätere Eduard VII. | 2:42 |
| 1897 | Galtee More      | Charlie Wood     | Sam Darling       | John Gubbins                             | 2:44 |
| 1898 | Jeddah           | Otto Madden      | Richard Marsh     | James Larnach                            | 2:47 |
| 1899 | Flying Fox       | Morny Cannon     | John Porter       | 1. Duke of Westminster                   | 2:42 |

### 1800–1849

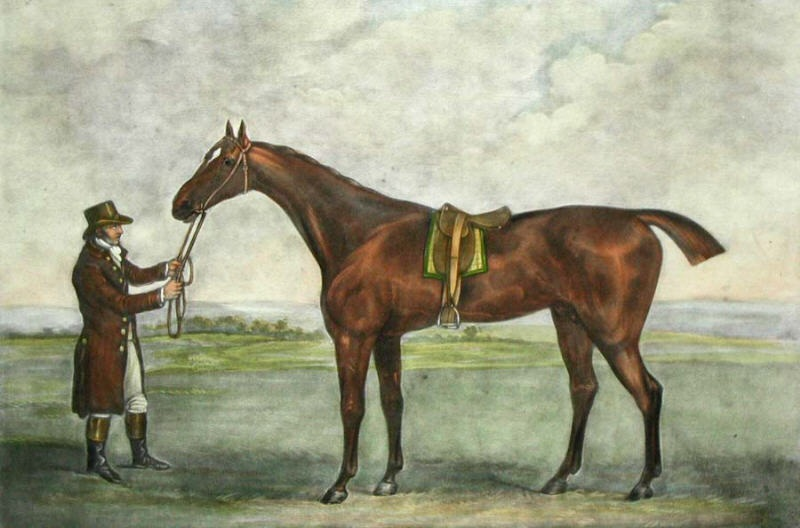
Champion, Derbysieger von 1800, Stich nach einem Gemälde von John Nott Sartorius (1759–1828)

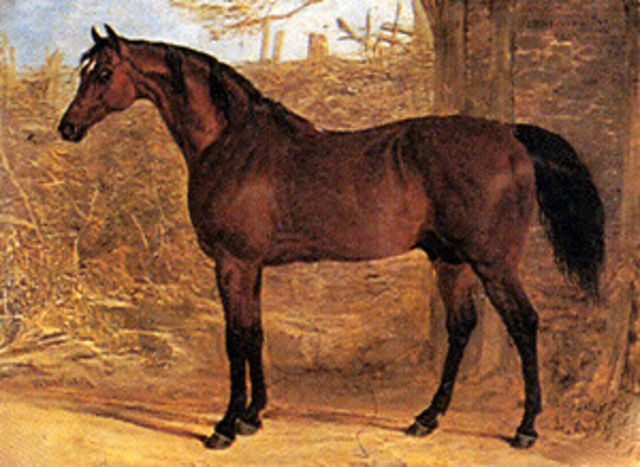
Whisker, Sieger des Derbys von 1815,
Sohn des Derbysieger von 1793 Waxy und
Vollbruder des Derbysiegers von 1810 Whalebone,
Gemälde von John Frederick Herring senior

| Jahr | Sieger              | Jockey            | Trainer          | Besitzer                | Zeit |
| ---- | ------------------- | ----------------- | ---------------- | ----------------------- | ---- |
| 1800 | Champion            | Bill Clift        | Tom Perren       | Christopher Wilson      |      |
| 1801 | Eleanor             | John Saunders     | J. Frost         | Sir Charles Bunbury     |      |
| 1802 | Tyrant              | Frank Buckle      | Robert Robson    | 3. Duke of Grafton      |      |
| 1803 | Ditto               | Bill Clift        | John Lonsdale    | Sir Hedworth Williamson |      |
| 1804 | Hannibal            | Bill Arnull       | Frank Neale      | 3. Earl of Egremont     |      |
| 1805 | Cardinal Beaufort   | Denni Fitzpatrick | Dixon Boyce      | 3. Earl of Egremont     |      |
| 1806 | Paris               | John Shepherd     | Richard Prince   | 3. Baron Foley          |      |
| 1807 | Election            | John Arnull       | Dixon Boyce      | 3. Earl of Egremont     |      |
| 1808 | Pan                 | Frank Collinson   | John Lonsdale    | Sir Hedworth Williamson |      |
| 1809 | Pope                | Tom Goodison      | Robert Robson    | 3. Duke of Grafton      |      |
| 1810 | Whalebone           | Bill Clift        | Robert Robson    | 3. Duke of Grafton      |      |
| 1811 | Phantom             | Frank Buckle      | James Edwards    | Sir John Shelley        |      |
| 1812 | Octavius            | Bill Arnull       | Dixon Boyce      | Robert Ladbroke         |      |
| 1813 | Smolensko           | Tom Goodisson     | Crouch           | Sir Charles Bunbury     |      |
| 1814 | Blücher             | Bill Arnull       | Dixon Boyce      | 2. Baron Stawell        |      |
| 1815 | Whisker             | Tom Goodison      | Robert Robson    | 4. Duke of Grafton      |      |
| 1816 | Prince Leopold      | Will Wheatley     | William Butler   | Herzog von York         |      |
| 1817 | Azor                | Jem Robinson      | Robert Robson    | John Payne              |      |
| 1818 | Sam                 | Sam Chifney, Jr.  | W. Chifney       | Thomas Thornhill        |      |
| 1819 | Tiresias            | Bill Clift        | Richard Prince   | 4. Duke of Portland     |      |
| 1820 | Sailor              | Sam Chifney, Jr.  | W. Chifney       | Thomas Thornhill        |      |
| 1821 | Gustavus            | Sam Day           | Crouch           | John Hunter             |      |
| 1822 | Moses               | Tom Goodison      | William Butler   | Herzog von York         |      |
| 1823 | Emilius             | Frank Buckle      | Robert Robson    | John Udney              |      |
| 1824 | Cedric              | Jem Robinson      | James Edwards    | Sir John Shelley        |      |
| 1825 | Middleton           | Jem Robinson      | Edwards          | 5. Earl of Jersey       |      |
| 1826 | Lapdog              | George Dockeray   | Bird             | 3. Earl of Egremont     |      |
| 1827 | Mameluke            | Jem Robinson      | Edwards          | 5. Earl of Jersey       |      |
| 1828 | Cadland             | Jem Robinson      | Dixon Boyce      | 5. Duke of Rutland      |      |
| 1829 | Frederick           | John Forth        | John Forth       | William Gratwicke       |      |
| 1830 | Priam               | Sam Day           | William Chifney  | William Chifney         |      |
| 1831 | Spaniel             | Will Wheatley     | J. Rogers        | Viscount Lowther        |      |
| 1832 | St. Giles           | Bill Scott        | J. Webb          | Robert Ridsdale         |      |
| 1833 | Dangerous           | Jem Chapple       | I. Sadler        | Isaac Sadler            |      |
| 1834 | Plenipotentiary     | Patrick Conolly   | G. Payne         | Stanlake Batson         |      |
| 1835 | Mündig              | Bill Scott        | John Scott       | John Bowes              |      |
| 1836 | Bay Middleton       | Jem Robinson      | John Edwards     | 5. Earl of Jersey       |      |
| 1837 | Phosphorus          | George Edwards    | J. Doe           | 4. Baron Berners        |      |
| 1838 | Amato               | Jem Chapple       | Ralph Sherwood   | Sir Gilbert Heathcote   |      |
| 1839 | Bloomsbury          | Sim Templeman     | William Ridsdale | William Ridsdale        |      |
| 1840 | Little Wonder       | William Macdonald | John Forth       | David Robertson         |      |
| 1841 | Coronation          | Patrick Conolly   | Painter          | Abraham Rawlinson       |      |
| 1842 | Attila              | Bill Scott        | John Scott       | George Anson            |      |
| 1843 | Cotherstone         | Bill Scott        | John Scott       | John Bowes              |      |
| 1844 | Orlando             | Nat Flatman       | Cooper           | Colonel Jonathan Peel   |      |
| 1845 | The Merry Monarch   | Foster Bell       | John Forth       | William Gratwicke       |      |
| 1846 | Pyrrhus the First   | Sam Day           | John Day         | John Gully              | 2:55 |
| 1847 | Cossack             | Sim Templeman     | John Day, Jr.    | T. H. Pedley            | 2:52 |
| 1848 | Surplice            | Sim Templeman     | John Kent        | 3. Viscount Clifden     | 2:48 |
| 1849 | The Flying Dutchman | Charlie Marlow    | Fobert           | 13. Earl of Eglinton    | 3:00 |

### 1780–1799

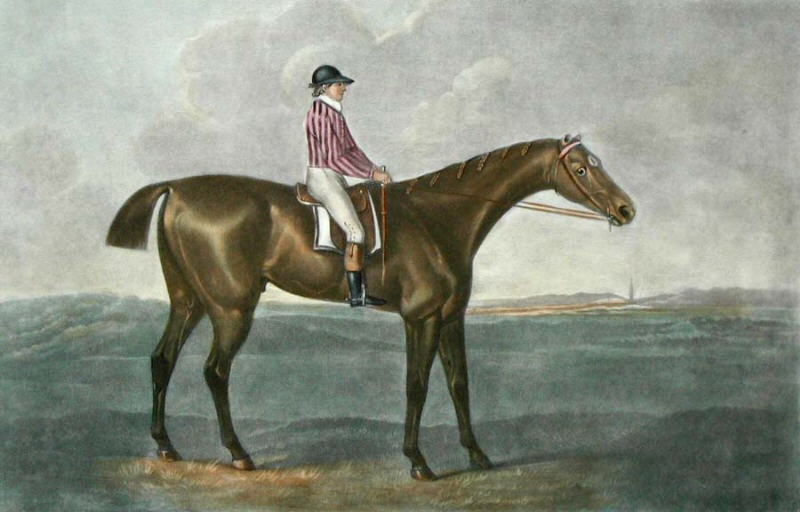
Skyscraper, Derbysieger von 1789

| Jahr | Sieger           | Jockey           | Trainer         | Besitzer                        | Zeit |
| ---- | ---------------- | ---------------- | --------------- | ------------------------------- | ---- |
| 1780 | Diomed           | Sam Arnull       | R. Teasdale     | Sir Charles Bunbury             |      |
| 1781 | Young Eclipse    | Charles Hindley  |                 | Dennis O’Kelly                  |      |
| 1782 | Assassin         | Sam Arnull       | Frank Neale     | 3. Earl of Egremont             |      |
| 1783 | Saltram          | Charles Hindley  | Frank Neale     | John Parker, 1. Baron Boringdon |      |
| 1784 | Sergeant         | John Arnull      |                 | Dennis O’Kelly                  |      |
| 1785 | Aimwell          | Charles Hindley  | John Pratt      | 1. Earl of Clermont             |      |
| 1786 | Noble            | J. White         | Frank Neale     | Tommy Panton                    |      |
| 1787 | Sir Peter Teazle | Sam Arnull       | Saunders        | 12. Earl of Derby               |      |
| 1788 | Sir Thomas       | William South    | Frank Neale     | George IV.                      |      |
| 1789 | Skyscraper       | Sam Chifney, Sr. | Matt Stephenson | 5. Duke of Bedford              |      |
| 1790 | Rhadamanthus     | John Arnull      | John Pratt      | 1. Earl Grosvenor               |      |
| 1791 | Eager            | Matt Stephenson  | Matt Stephenson | 5. Duke of Bedford              |      |
| 1792 | John Bull        | Frank Buckle     | John Pratt      | 1. Earl Grosvenor               |      |
| 1793 | Waxy             | Bill Clift       | Robert Robson   | Sir Ferdinando Poole            |      |
| 1794 | Daedalus         | Frank Buckle     | John Pratt      | 1. Earl Grosvenor               |      |
| 1795 | Spread Eagle     | Anthony Wheatley | Richard Prince  | Sir Frank Standish              |      |
| 1796 | Didelot          | John Arnull      | Richard Prince  | Sir Frank Standish              |      |
| 1797 | Colt by Fidget   | John Singleton   | Matt Stephenson | 5. Duke of Bedford              |      |
| 1798 | Sir Harry        | Sam Arnull       | Frank Neale     | Joseph Cookson                  |      |
| 1799 | Archduke         | John Arnull      | Richard Prince  | Sir Frank Standish              |      |